# Мануэль Мария де Сальседо
Мануэ́ль Мари́я де Сальсе́до-и-Киро́га (исп. Manuel María de Salcedo y Quiroga; 1776, Малага, Испания — 3 апреля 1813, Сан-Антонио, Испанский Техас, Новая Испания) — 32-й губернатор испанской колонии Техас (1808—1813).
Сальседо приобрёл опыт руководства, помогая своему отцу Хуану Мануэлю де Сальседо, 11-му и последнему испанскому губернатору Луизианы (1801 — 30 ноября 1803 года, когда Луизиана была возвращена французам). В 1807 году младший Сальседо был назначен губернатором Техаса, и он официально вступил в эту роль 7 ноября 1808 года. В качестве губернатора он и его дядя Немесио Сальседо, генеральный комендант внутренних провинций, часто расходились во мнениях, особенно по вопросам иммиграции.
Сальседо был свергнут Хуаном Баутиста де лас Касасом в январе 1811 года и на несколько месяцев заключен в тюрьму в Монклове. После того, как он убедил своего похитителя, Игнасио Элизондо, сменить сторону, Сальседо помог захватить документы, подробно описывающие передвижения армии Мигеля Идальго. Армия повстанцев была захвачена через неделю, и Сальседо возглавил военный трибунал, который в конечном итоге приговорил лидеров повстанцев к смертной казни. После выполнения своих обязанностей перед трибуналом Сальседо вернулся в Техас, но не возобновлял свои обязанности в течение нескольких месяцев из-за спора с дядей и того, виновен ли он в собственном пленении.
В 1812 году Сальседо возглавил испанскую армию в Техасе против флибустьеров, называвших себя Республиканской армией Севера. Ему так и не удалось победить эту армию, и он сдался 2 апреля 1813 года. Несмотря на заверения, что он будет заключен в тюрьму, на следующий день его казнили. Чтобы отомстить за смерть Сальседо, испанская армия быстро отвоевала Техас и жестко расправилась со всеми, кого подозревала в измене.

## Ранние годы
Мануэль Мария де Сальседо родился в Малаге, Испания, 3 апреля 1776 года в семье Хуана Мануэля де Сальседо и Франциски де Кирога-и-Мансо. Когда ему было семь лет, Сальседо поступил в Королевскую академию Оканья, а затем перешел в Королевскую семинарию дворян, где обучался до 17 лет. Затем Сальседо поступил на службу в пехоту, где дослужился до лейтенанта и служил под началом своего отца в Санта-Крус-де-Тенерифе на Канарских островах. В 1801 году его отец стал губернатором испанской Луизианы, и Сальседо сопровождал его в Новый Орлеан.
В Новом Орлеане Мануэль Мария Сальседо служил пограничным комиссаром, пока Испания готовилась передать колонию обратно Франции. Он женился в 1803 году на местной женщине испанского и французского происхождения, Марии Гваделупе Приетто-и-ла-Ронде. Они вернулись в Испанию в следующем году после того, как Наполеон передал Луизиану США посредством покупки Луизианы.

## Назначение губернатором
Живя в Испании, Сальседо был назначен губернатором испанского Техаса. В то время Техас был малонаселенной провинцией, состоящей из трех основных поселений, соединенных Камино-Реаль, с несколькими президиумами и более чем дюжиной миссий, разбросанных по пустыне. Провинция граничила на юге и западе с реками Нуэсес и Медина, а Красная река составляла ее северную и восточную границу . Столицей была вилла Сан-Фернандо, обычно называемая Сан-Антонио-де-Бехар в честь местного пресидио, Президио Сан-Антонио-де-Бехар. Приблизительно 2500 человек, включая солдат, жили в Сан-Антонио, с дополнительными 600 жителями в Ла-Баия и около 770 человек в Накодочес.
В качестве губернатора Мануэль Мария Сальседо будет представителем испанского короля в Техасе . Будучи заместителем главнокомандующего внутренних провинций, в это время его дядя, Немесио Сальседо, губернатор был военачальником провинции и имел право назначать лейтенантов и капралов для надзора за президио и защита миссии. Он также будет выполнять функции гражданского администратора и окончательно утверждать результаты всех выборов.
Сальседо принял предварительную присягу 1 мая 1807 года и вместе с женой и дочерью уехал в Северную Америку. Семья путешествовала на лодке в Нью-Бедфорд, штат Массачусетс, откуда они сели на дилижанс в Провиденс, штат Род-Айленд, и Нью-Хейвен, штат Коннектикут. Они также посетили Нью-Йорк, Филадельфию и Питтсбург, прежде чем совершить круиз по рекам Огайо и Миссисипи в Натчез, а затем отправиться по суше в Техас. Сальседо официально принял пост губернатора провинции 7 ноября 1808 года.

## Раннее губернаторство
В первый год своего пребывания в должности Сальседо столкнулся со многими проблемами, часто противопоставляя себя своему дяде Немезио Сальседо. После стольких месяцев пребывания у американцев Сальседо предупредил об «агрессивном духе англо-американских пограничников» . Чтобы свести к минимуму угрозу испанским окраинам, Сальседо рекомендовал Техасу приветствовать больше поселенцев и солдат в этом районе. Он рекомендовал приветствовать в провинции иммигрантов, которые могли бы продемонстрировать свою лояльность к Испании, в том числе мужчин, дезертировавших из армии США. Вместо этого его дядя приказал закрыть границу для всех людей из Луизианы, независимо от их этнического происхождения. Несмотря на приказ, Сальседо по-прежнему разрешал рабовладельцам из США въезжать в Техас, чтобы вернуть беглых рабов.
С деньгами в провинции постоянно было туго, и из внутренних провинций поступало мало. В какой-то момент Сальседо так отчаянно нуждался в средствах, что попросил жителей провинции пожертвовать деньги для оплаты войск, которые помогали им защищаться. Он также продолжал получать жалобы и выговоры от своего дяди, который «хвалил почти каждого высокопоставленного офицера в пограничных землях, кроме» Сальседо.
После почти восемнадцати месяцев пребывания у власти Сальседо решил проинспектировать другие районы провинции. Он покинул Сан-Антонио-де-Бексар 11 марта 1810 года, чтобы совершить поездку по Восточному Техасу. Соединенные Штаты и Испания оспаривали расположение границы между Луизианой и Техасом, и в ответ местные военные командиры объявили территорию между реками Сабин и Ред-Ривер нейтральной территорией, которую ни одна армия не пересечет. В результате этот участок земли стал пристанищем для преступников. Посещая Накогдочес, Сальседо рекомендовал испанским войскам объединиться с равным количеством американских солдат, чтобы начать наступление против бандитов . Он также лично допросил глав семей новых иммигрантов в этом районе, чтобы определить, будут ли они верны Испании.
Вернувшись в Сан-Антонио, Мануэль Мария Сальседо узнал, что Центральная хунта Севильи издала указ, приглашающий латиноамериканских колонистов за границу направить представителей в хунту. Жители Сан-Антонио сразу же избрали Мануэля Сальседо своим представителем. Немесио Сальседо признал выборы недействительными под тем предлогом, что в Сан-Антонио не было кабильдо, что было необходимым условием для голосования. Сальседо успокоил жителей Сан-Антонио, объяснив, что его основная обязанность на посту губернатора Техаса требует его присутствия в Техасе. Вместо этого Техас будет представлен представителем Коауилы Антонио Кордеро.

## Революция Идальго

### Восстание
Мануэль Мария Сальседо отправился в путешествие по южной части Техаса 12 сентября 1810 года. Четыре дня спустя отец Мигель Идальго начал революцию в Мексике. Идальго считал, что только люди, рожденные в Новой Испании, знают, что лучше для этой области, и он утверждал, что также хочет править от имени свергнутого короля Испании Фердинанда VII. Его цель состояла в том, чтобы воспламенить самые северные провинции, особенно Техас, в надежде, что его дело может получить поддержку со стороны США. Когда новости о восстании достигли Восточного Техаса, многие колонисты бежали в Луизиану, опасаясь, что президио не сможет их защитить. Сальседо предложил поселенцам полную амнистию, если они вернутся в Техас к 1 ноября.
Сальседо вернулся в Сан-Антонио-де-Бексар в конце октября и начал строить планы по защите Техаса. Он просил разрешения создать ополчение с 200 местными дворянами из Техаса для помощи в патрулировании Техаса, но ему было отказано. Чтобы защититься от распространения подстрекательской литературы, Сальседо поручил почтмейстеру Сан-Антонио, Эрасмо Сегину, хранить все входящие и исходящие мешочки с почтой до тех пор, пока они не будут проверены губернатором. Это нарушение конфиденциальности не было обнародовано. Когда амнистия для поселенцев Восточного Техаса истекла, Сальседо также приказал закрыть границы и всех поселенцев в провинции ограничить в непосредственной близости от их домов. Немесио Сальседо отменил и заключение, и чтение по почте как слишком строгие. Однако, чтобы сократить время ответа, Немесио Сальседо уполномочил своего племянника открывать любую корреспонденцию из Соединенных Штатов, адресованную генерал-коменданту.
В конце ноября Сальседо получил сообщение от вице-короля Новой Испании, в котором говорилось, что Идальго и его сообщники Игнасио Альенде и Хуан Альдама должны вторгнуться в Техас и что Сальседо должен их захватить. Это создало трудности для Сальседо, чьи солдаты действовали без необходимых припасов, у некоторых даже не было кремня для огнестрельного оружия , и многие члены кавалерии были без лошадей. Стремясь найти решение, Сальседо попытался завербовать 200 воинов липанских апачей, чтобы сражаться с ними, но сделка не состоялась. Еще больше напрягая свои ресурсы, Сальседо отправил 100 солдат в Сальтильо, чтобы помочь в отражении повстанцев, сражающихся в Коауиле.
В декабре Сальседо отправил жену и дочь из Сан-Антонио, чтобы они были в безопасности. 2 января он собрал все 300 солдат в Бексаре и сообщил им, что они отправятся к Рио-Гранде, чтобы более эффективно защищать провинцию. Это породило слухи о том, что Сальседо планировал покинуть провинцию. Четыре дня спустя Сальседо был вынужден опубликовать воззвание ко всем жителям провинции, призывающее поддержать роялистов и отрицающее намерение испанских властей покинуть Новую Испанию.
В течение следующих нескольких дней Коауила сдался повстанцам. 15 января повстанцы предприняли попытку захватить правительство Техаса; заговор был раскрыт, а заговорщики, в том числе армейский лейтенант, арестованы. Затем Сальседо отменил свой приказ отправить войска к Рио-Гранде, чтобы вместо этого они могли защитить столицу. Он также выступил с заявлением к гражданам Сан-Антонио, чтобы предупредить их о том, что помощь повстанцам является государственной изменой.

### Захват
21 января Хуан Баутиста де лас Касас, капитан милиции в отставке из Нуэво-Сантандер, возглавил группу армейских сержантов, чтобы совершить переворот в Сан-Антонио-де-Бексар. На следующее утро они арестовали Мануэля Сальседо и весь его военный штаб. Однако даже когда Сальседо вели к задержанию, мятежные солдаты инстинктивно приветствовали его . Лас Касас приковал Сальседо, Симона де Эрреру, губернатора Нуэво-Сантандер, который жил в Сан-Антонио, и двенадцать других испанских офицеров и унизил их перед городом. Затем заключенных перевели в Монклову в Коауиле.
Остальная часть Техаса была быстро революционизирована. В Накогдочесе, где был арестован командующий президиумом, и в Ла-Баии сопротивления не было . Лас Касас незамедлительно конфисковал имущество, принадлежавшее испанским жителям, провозгласил себя главой временного правительства, освободил политических заключенных и заключил в тюрьму роялистов . Его деспотическое правление разочаровало большую часть армии, и Хуан Мануэль Замбрано, иподиакон Сан-Антонио, вскоре возглавил антиповстанческое движение против него. 2 марта Замбрано и его роялисты двинулись на дом правительства. Лас Касас сдался без боя всего через 39 дней после захвата власти. Замбрано восстановил контроль роялистов над провинцией и отправил гонца, чтобы сообщить тем, кто держит Сальседо.

### Победа
Во время своего плена Сальседо медленно соблазнял Игнасио Элизондо (своего похитителя) обещаниями продвижения по службе и других наград, если он откажется от своих революционных тенденций. Получив сообщение Замбрано, похититель Сальседо снова перешел на другую сторону. С его помощью 13 марта Сальседо и его офицеры смогли захватить Педро де Аранду, у которого были документы с подробным описанием движений революционной армии. Неделю спустя Сальседо возглавил группу, которая захватила большую часть армии Идальго, а также 27 лидеров повстанцев. Сальседо сопровождал захваченных лидеров из Монкловы в Чиуауа, штаб-квартиру генерал-коменданта. 26 апреля 1811 года генеральный комендант назначил Сальседо председателем трибунала из семи человек для суда над революционерами. Мужчины были быстро приговорены к смертной казни через расстрел.
Лоялисты в Коауиле быстро осудили, осудили и казнили заключенных, захваченных в Сан-Антонио-де-Бексар. Голова Лас Касаса была отправлена в Сан-Антонио и выставлена на столбе на военной площади. Поскольку Сальседо все еще находился в штате Чиуауа, Замбрано управлял провинцией. Среди его достижений за это время было открытие первой начальной школы в Сан-Антонио.
Роялисты были щедро вознаграждены за свою работу. Сан-Антонио был возведен из виллы в город. Те, кто участвовал в хунте роялистов, получали либо продвижение по службе, либо денежные выплаты. Сальседо был единственным из роялистов, не удостоенным каких-либо особых наград или почестей. Он гневно выразил протест генерал-коменданту и потребовал военного расследования событий, связанных с его захватом, надеясь, что его реабилитируют. Немесио Сальседо отказался созывать и проводить расследование, заявив, что Сальседо просто был застигнут врасплох. Хотя Сальседо вернулся в Сан-Антонио 11 сентября 1811 года, он отказался взять на себя обязанности губернатора . В конце концов Немесио Сальседо сказал ему, что высшие власти доверили ему это назначение, иначе ему не разрешили бы вернуться в Техас, и поэтому любые другие продвижения по службе или компенсации были излишними. Однако отсутствие этой компенсации снизило авторитет Сальседо в глазах многих жителей провинции, некоторые из которых отказались выполнять устные указания губернатора.

### Поражение
Сальседо возобновил свое командование 15 декабря. Революционные тенденции все еще были высокими, и 12 февраля 1812 года Сальседо назначил военный совет общественной безопасности для надзора за случаями мятежа. Как обычно, в провинции не хватало средств и лошадей. Сальседо проигнорировал протокол и написал непосредственно вице-королю Новой Испании об уровне численности войск в Техасе, включая копии документов, которые были отправлены генеральному коменданту в предыдущих заявлениях. В то время в провинции насчитывалось всего 1137 военнослужащих.
В это время революционер Бернардо Гутьеррес де Лара отправился в США, чтобы попытаться заручиться поддержкой свержения роялистов в Мексике. Вместе с бывшим лейтенантом армии США Огастесом Маги и Уильямом Шалером Гутьеррес рекламировал вооруженную поддержку в Луизиане и Натчез, территория Миссисипи, называя себя Республиканской армией Севера . Республиканская армия Севера собралась на нейтральной территории и в начале августа 1812 года переправилась через реку Сабин в Техас. Большинство солдат в Накогдочесе были вдали от форта, и он пал 11 августа без сопротивления. Получив противоречивую информацию о численности повстанческой армии, испанские солдаты отступили на запад. Отступление было дезорганизовано, и многие рядовые дезертировали и вернулись в Накогдочес, чтобы присоединиться к флибустьерам. К середине августа повстанцы номинально контролировали все земли к востоку от реки Гуадалупе.
Чтобы привлечь новобранцев, флибустьеры предложили всем добровольцам 40 долларов в месяц плюс испанскую лигу земли (4428 акров). К сентябрю их армия насчитывала 780 человек . Испанская армия в Техасе на тот момент была почти в два раза больше. 2 ноября Сальседо повел большую часть этих сил к Гваделупе в надежде устроить засаду захватчикам. Однако один из его солдат был схвачен и раскрыл подробности засады. Армия вторжения повернула на юг, чтобы избежать ловушки, и вместо этого захватила Пресидио Ла Баию. Сальседо немедленно начал осаду президио.
Не сумев одержать решающей победы, Сальседо 19 февраля 1813 года снял осаду и вернулся в сторону Сан-Антонио-де-Бексар. Во время отступления многие солдаты дезертировали и присоединились к Республиканской армии Севера. Две армии встретились вдоль Саладо-Крик в битве при Росильо-Крик . После 15-минутного боя испанская армия вышла из строя и в марте снова отступила к Сан-Антонио. Индейцы, вступившие в союз с победившими повстанцами, преследовали многих беглецов и вырезали их. Всего было убито 330 роялистов, тогда как республиканцев погибло только 6.
Вернувшись в Сан-Антонио, Сальседо и роялисты заняли оборонительную позицию в районе Аламо и ждали нападения. Это не было долгим ожиданием. Когда новости о победе республиканцев достигли востока, в Ла-Баию начали прибывать новые рекруты; и, получив таким образом подкрепление, Сэмюэл Кемпер (командующий после смерти Маги) вскоре бросился в погоню за отрядом Сальседо.
При Бексаре решающая битва закончилась тем, что роялисты были отброшены в Аламо . Когда все изменилось так, что Сальседо оказался в осаде, он попросил условия. Кемпер ответил, что если они сдадутся, то репрессий не будет, солдат просто расформируют, а офицеров отпустят «под честное слово».
2 апреля Сальседо и 14 членов его штаба сдались. Сальседо дважды пытался официально представить свою саблю англо-американским офицерам. Следуя своему собственному протоколу, американцы отказались принять его капитуляцию и жестом показали, что он должен представить ее Гутьерресу. Вместо этого Сальседо воткнул свой меч в землю и отступил. Гутьеррес объявил себя главой временного правительства и назначил хунту для обсуждения обвинений против Сальседо и других роялистов.
Отчасти благодаря настоянию некоего капитана Антонио Дельгадо, который требовал отомстить Сальседо за смерть его отца , они были быстро признаны виновными в предательстве движения Идальго и приговорены к смертной казни.
Когда Сэмюэл Кемпер и другие американцы возразили против этого как предательства условий, предложенных роялистам, Гутьеррес предложил доставить Сальседо и его испанских офицеров на побережье Мексиканского залива, а оттуда отправить на корабле в Новый Орлеан для условно-досрочного освобождения. Кемпер согласился на это, и поэтому в сопровождении роты повстанческих солдат Сальседо и офицеры были отправлены к побережью. Но Гутьеррес, по-видимому, вступил в сговор с Дельгадо, и Дельгадо командовал эскортом.
В ночь на 3 апреля (день рождения Сальседо), примерно в 10 милях к юго-западу от Бехара, недалеко от места битвы при Росильо-Крик, колонна была остановлена. Сказав Сальседо, что они вот-вот умрут, все заключенные были связаны по рукам и ногам. После некоторых издевательств их заставили встать на колени со связанными за спиной руками. Затем сам Дельгадо встал позади каждого из них и одного за другим безжалостно перерезал им глотки.
Их тела были оставлены на земле для стервятников, но тело Сальседо было извлечено отцом Хосе Дарио Самбрано и похоронено в церкви Сан-Фернандо 28 августа.

### Последствие
На следующее утро после смерти Сальседо повстанцы объявили о том, что они сделали. Большинство англо-американских лидеров движения отреклись от убийства, и многие начали уходить. Испанские официальные лица решили отвоевать Техас, и, чтобы ускорить ответ, вице-король создал новую административную единицу — Генеральное командование восточных внутренних провинций со штаб-квартирой в Монтеррее . Сан-Антонио-де-Бексар был повторно взят 18 августа. Новый генерал-комендант Хосе Хоакин де Арредондо вошел в город через два дня и немедленно арестовал 700 жителей мужского пола. Армия флибустьеров потерпела поражение в битве при Медине, а те повстанцы, которым удалось избежать битвы, бежали на Нейтральную землю.
Арредондо пригрозил немедленной казнью любому, кто перейдет границу Техаса, и в течение трех лет мало кто пытался это сделать. В течение следующих четырех лет в Техасе было несколько временных губернаторов, пока Антонио Мария Мартинес не стал последним губернатором испанского Техаса.